# ديف كلارك (مغني أمريكي)
ديف كلارك (بالإنجليزية: Dave Clarke)‏ هو مغني أمريكي، ولد في 28 يناير 1948.